# Naruphon Putsorn
Naruphon Putsorn (thailändisch นฤพน พุฒซ้อน, * 21. Juli 1988 in Rayong), auch als Narupon Wild bekannt, ist ein ehemaliger thailändisch-englischer Fußballspieler.

## Karriere

### Verein
Naruphon Putsorn erlernte das Fußballspielen in den Jugendmannschaft des Amsterdamsche FC, des TNS Scholar und dem The New Saints FC. Hier unterschrieb er Mitte 2006 auch seinen ersten Vertrag. Der Verein aus dem walisischen Llansantffraid-ym-Mechain spielte in der ersten Liga des Landes, der Welsh Premier League. 2007 feierte er mit dem Verein die walisische Meisterschaft. Bei den New Saints stand er bis Mitte 2008 unter Vertrag. Im Juli 2008 wechselte er in die Vereinigten Staaten. Hier schloss er sich bis Mitte 2011 den Florida Tech Panthers, einer Mannschaft des Florida Institute of Technology, an. Mitte 2008 ging er wieder nach Europa. Hier unterschrieb er in den Niederlanden einen Vertrag bei AGOVV Apeldoorn. Mit dem Verein aus Apeldoorn spielte er in der zweiten Liga, der Eerste Divisie. Nach einem Jahr wechselte er Mitte 2012 in sein Geburtsland Thailand. Hier verpflichtete ihn Bangkok United. Der Verein aus der thailändischen Hauptstadt Bangkok spielte in der zweiten Liga, der Thai Premier League Division 1. Ende 2012 wurde er mit dem Klub Tabellendritter und stieg in die erste Liga auf. Hier absolvierte er 2013 drei Erstligaspiele. Die Saison 2014 stand er beim Ligakonkurrenten Songkhla United in Songkhla unter Vertrag. Am Ende der Saison musste er mit dem Klub den Weg in die Zweitklassigkeit antreten. Nach dem Abstieg verließ er Songkhla und wechselte wieder nach Bangkok zum Zweitligisten BBCU FC. Ende 2015 wurde BBCU Tabellenviertet und stieg in die erste Liga auf. Nach nur einem Jahr musste er mit BBCU Ende 2016 wieder in die zweite Liga absteigen. Für BBCU absolvierte er 29 Erstligaspiele. Buriram United, ein Erstligist aus Buriram, nahm ihn die Saison 2017 unter Vertrag. Mit Buriram feierte er am Ende der Saison die thailändische Meisterschaft. Nach der Meisterschaft verließ er Buriram und schloss sich dem Ligakonkurrenten Suphanburi FC an. Für den Verein aus Suphanburi spielte er bis Mitte 2019. Die Rückrunde 2019 stand er beim ebenfalls in der ersten Liga spielenden Nakhon Ratchasima FC aus Nakhon Ratchasima unter Vertrag. Im Februar 2020 zog es ihn nach Malaysia. Hier verpflichtete ihn Melaka United. Der Verein aus Malakka spielte in der ersten Liga, der Malaysia Super League. Für den Verein stand er viermal in der ersten Liga auf dem Spielfeld. Anfang 2021 kehrte er nach Thailand zurück. Hier unterschrieb er einen Vertrag beim Zweitligisten Chiangmai FC in Chiangmai. Nach der Saison 2021/22 beendete er seine Karriere als Fußballspieler.

### Nationalmannschaft
Naruphon Putsorn spielte einmal in der thailändischen U17-Nationalmannschaft.

## Erfolge
The New Saints FC
- Welsh Premier League: 2007

Buriram United
- Thailändischer Meister: 2017